# Brachter Wald
Het Brachter Wald is een natuurgebied in Noordrijn-Westfalen, gelegen ten westen van Bracht, op het hoogterras van de Maas. De hoogte van dit bosrijke gebied komt op sommige plaatsen boven de 60 meter.
Het gebied omvat ruim 1328 ha en is onderdeel van het Grenspark Maas-Swalm-Nette. Van 1948 tot 1996 lag er een uitgebreid munitiedepot van het Britse Rijnleger, een van de grootste van Europa. Toen dit depot werd afgestoten kwam het gebied in handen van natuurbeschermingsorganisaties. Vanaf 1998 werden fiets- en wandelpaden aangelegd en in 2000 kreeg het de status van natuurgebied.
Naar het westen toe wordt het gebied begrensd door een steilrand van het hoog- naar het middenterras van de Maas. Deze valt vrijwel samen met de Duits-Nederlandse grens. Naar het noorden ligt de Ravensheide en Kaldenkerken en in het zuiden gaat het gebied over in het Brüggener Wald en het Diergardtscher Wald. Verder naar het zuiden ligt het dal van de Swalm met het natuurgebied Elmpter Schwalmbruch.

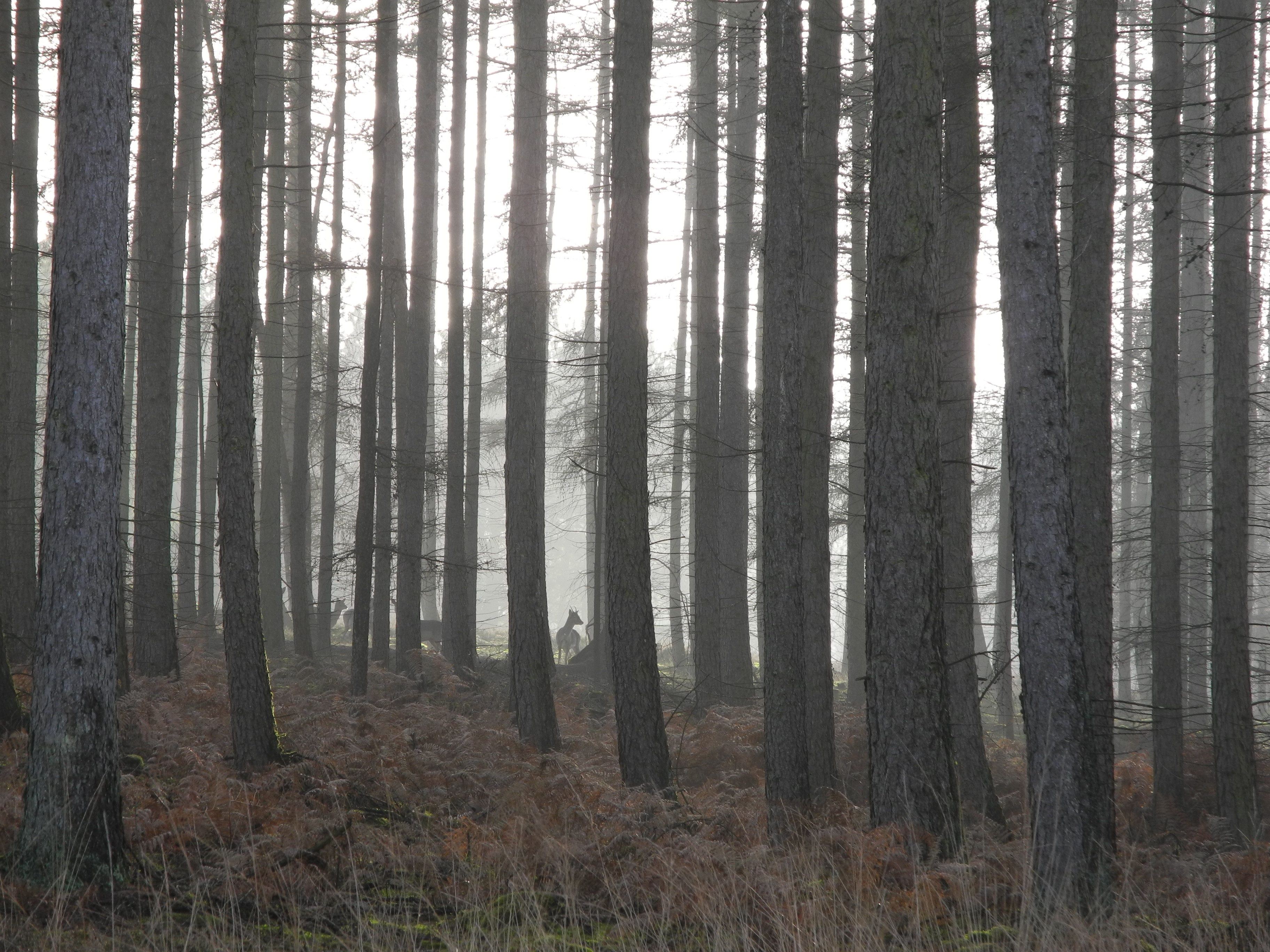
Damhert in Brachter Wald (Januari 2022)